# 515 v. Chr.
Portal Geschichte | Portal Biografien | Aktuelle Ereignisse | Jahreskalender | Tagesartikel

◄ |
7. Jahrhundert v. Chr. |
6. Jahrhundert v. Chr. |
5. Jahrhundert v. Chr. |
►

◄ | 530er v. Chr. | 520er v. Chr. | 510er v. Chr. | 500er v. Chr. |
490er v. Chr. |
►

◄◄ | ◄ | 518 v. Chr. | 517 v. Chr. | 516 v. Chr. | 515 v. Chr. |
514 v. Chr. |
513 v. Chr. |
512 v. Chr. |
► |
►►

## Ereignisse

### Politik und Weltgeschehen
- 520/515 v. Chr.: Battos IV. wird als Nachfolger seines Vaters Arkesilaos III. König von Kyrene.
- um 515 v. Chr.: Damaratos folgt seinem Vater Ariston als König von Sparta aus dem Geschlecht der Eurypontiden.
- 515/514 v. Chr.: Das persische Achämenidenreich unter Dareios I. führt einen erfolglosen Feldzug gegen die Skythen.

### Kultur und Religion
- 12. März: Der Jerusalemer Tempel, der zu Beginn des Babylonischen Exils zerstört worden ist, wird nach dem Wiederaufbau unter Statthalter Serubbabel fertiggestellt. In der Bibel im Buch Esra wird auch der zuständige Beamte Schetar-Bosnai erwähnt.

## Geboren
- 520/515 v. Chr.: Parmenides, griechischer Philosoph († 460/455 v. Chr.)

## Gestorben
- 520/515 v. Chr.: Arkesilaos III., König von Kyrene